# Team USA (TNA)
Team USA (aussi connu sous le nom de Team NWA ou Team TNA) est un clan de catch de la Total Nonstop Action Wrestling formée pour les tournois de la X Cup. Ces tournois regroupent plusieurs équipes de différents pays à travers le monde. 

## Historique
America's X Cup
Team USA est créée et le leader est Jerry Lynn alors qu'il est nommé par la direction de la TNA comme étant l'homme de la situation et comme pionnier de la Division X. Les autres équipes du tournoi son Team Mexico ou Team AAA, Team Britain, Team Canada, et Team Japan ou Team AJPW.
La participation de Team USA ne fut pas très frappante au départ alors qu'elle perd le tournoi de la America's X Cup Tournament face à Team Mexico (Juventud Guerrera, Hector Garza, Mr. Aguila, et Abismo Negro).

## Membres
- 2004
  - Jerry Lynn (Capitaine)
  - Chris Sabin
  - Elix Skipper
  - Sonjay Dutt (quitte l'équipe pour poursuivre une rivalité avec Frankie Kazarian)
  - Christopher Daniels (remplace Dutt)

- 2006
  - Chris Sabin (Capitaine)
  - Jay Lethal
  - Sonjay Dutt
  - Alex Shelley